# تل الکرامه
تل الکرامه (به عربی: تل الکرامة) یک روستا در سوریه است که در ناحیه الدانا واقع شده‌است. تل الکرامه ۳٬۷۸۵ نفر جمعیت دارد.